# Groupe de NGC 7192
Le groupe de NGC 7192 comprend au moins cinq galaxies situées dans les constellations de l'Indien et du Toucan. La distance moyenne entre ce groupe et la Voie lactée est d'environ 42,3 Mpc (∼138 millions d'al).

## Membres
Le tableau ci-dessous liste les cinq galaxies du groupe indiquées dans l'article de A.M. Garcia paru en 1993.
| Nom        | Constellation | Class.       | Type                  | α (J2000.0)    | δ (J2000.0)    | Vitesse radiale (km/s) | m            | Distance (Mpc) | Diamètre (kal) |
| ---------- | ------------- | ------------ | --------------------- | -------------- | -------------- | ---------------------- | ------------ | -------------- | -------------- |
| NGC 7179   | Indien        | SB(r)b       | Spirale barrée        | 22h 04m 49.32s | -64° 02′ 48.6″ | 2977 ± 10              | 12,8         | 42,2 ± 3,0     | 118            |
| NGC 7191   | Indien        | SAB(s)c?     | Spirale intermédiaire | 22h 06m 51.79s | -64° 38′ 04.4″ | 2935 ± 10              | 12,8         | 41,7 ± 2,9     | 88             |
| NGC 7192   | Indien        | SA0^-        | Lenticulaire          | 22h 06m 50.16s | -64° 18′ 58.5″ | 2978 ± 13              | 11,2         | 42,3 ± 3,0     | 163            |
| NGC 7219   | Toucan        | (R'_2)SA(r)b | Spirale               | 22h 13m 09.2s  | -64° 50′ 56.3″ | 2956 ± 10              | 12,5         | 42,0 ± 3,0     | 83             |
| ESO 108-23 | Toucan        | SAB(s)cd     | Spirale intermédiaire | 22h 16m 32.07s | -64° 23′ 20.6″ | 3062 ± 3               | 12,71 ± 0,09 | 43,5 ± 3,1     | 137            |

Le site DeepskyLog permet de trouver aisément les constellations des galaxies mentionnées dans ce tableau ou si elles ne s'y trouvent pas, l'outil du site constellation permet de le faire à l'aide des coordonnées de la galaxie. Sauf indication contraire, les données proviennent du site NASA/IPAC.